# Meykhosh
Meykhvosh (persiska: میخوش) är en ort i Iran.   Den ligger i provinsen Ardabil, i den nordvästra delen av landet, 500 km nordväst om huvudstaden Teheran. Meykhvosh ligger 921 meter över havet och antalet invånare är 163.
Terrängen runt Meykhvosh är lite bergig. Runt Meykhvosh är det ganska tätbefolkat, med 70 invånare per kvadratkilometer. Närmaste större samhälle är Germī, 17,4 km väster om Meykhvosh. Trakten runt Meykhvosh består till största delen av jordbruksmark.